# Sarracena chlamydaria
Sarracena chlamydaria là một loài bướm đêm trong họ Geometridae.